# 米罗斯拉夫·盖杜谢克
米罗斯拉夫·盖杜谢克（捷克語：Miroslav Gajdůšek，1951年9月20日—），捷克男子足球运动员，司职前锋。他曾代表捷克斯洛伐克国家队参加1980年欧洲足球锦标赛，结果队伍获得季军。